# Symmachia fassli
Symmachia fassli is een vlindersoort uit de familie van de prachtvlinders (Riodinidae), onderfamilie Riodininae.
Symmachia fassli werd in 1995 beschreven door Hall, J & Willmott.